# 키리토 (소드 아트 온라인)
키리토(일본어: キリト)는 카와하라 레키가 저술한 소설, 그리고 그것을 원작으로 한 만화와 애니메이션인 소드 아트 온라인의 주인공이다. 카와하라 레키가 만들었으며, 캐릭터 원안은 abec가, 애니메이션 캐릭터 디자인은 아다치 신고가 맡았다. 원작 1권 1화(애니메이션 1기 1화)에서 첫 등장했다. 성우는 마츠오카 요시츠구가 담당했다.

## 특징[1]
선이 가는 여성향적인 얼굴과는 정반대로 행동력과 태도가 강인하여, 만나는 사람들에게 '연령미상'이라는 인상을 주고있다. 한편 타인과의 관계를 두려워하는 면도 있고, 유머감각도 없고, 교제실력도 제로. 자타가 공인하는 코어 게이머(=게임 폐인). 뛰어난 반사 신경과 통찰력을 가지고 있어 게임의 재능은 카야바 아키히코조차 최강이라 극찬했지만, 그 자신은 "게임이 능숙한 아이"라는 다소 자학적인 평가를 내리고 있다. 체격은 원래 마른 체형이었지만, 데스 게임에 붙잡혀있는 동안 점점 살이 빠져 생환 후 1년이상이 지나도 몸에 근육이 붙어있지 않다. 가끔씩 눈이 황금색으로 변하는데(SAO시절 히스클리프 처치 직전, ALO시절 수많은 병력을 뚫고 돌진할 때, GGO시절 데스건의 스킬을 간파하고 몸을 벨 때, 인계편 시절 어드미니스트레이터와 싸울 때, 전쟁편 가브리엘 미러와 싸울 때) 시스템의 한계를 돌파한 것이라고 한다

## 생애

### 어린시절
어렸을 때 사고로 친부모(나루사카 유키토 나루사카 아오이)를 모두 잃는 절망적인 사고를 겪고 큰 부상을 얻었지만, 운 좋게 목숨은 부지하게 되어 친척인 키리가야가에 입양 된다. 어렸을 때부터 컴퓨터에 대한 관심이 많았었는데, 10살 때에는 주민 기본 대장 네트워크의 말소 기록을 스스로 검색하여 자신이 키리가야 가에 입양 되었다는 사실을 알게 된다. 그 후부터, 자신의 여동생인 스구하를 비롯한 가족들을 멀리하면서 온라인 게임에 몰두하기 시작하였다.

### 소드 아트 온라인 아인크라드에서
2022년 11월에는 평소에 자신이 매료되었던 게임 개발자 카야바 아키히코가 개발한 완전 가상현실 게임인 소드 아트 온라인에 들어가(키리토는 SAO 베타 테스터 1000명 중 하나였다.) 그곳에서 클라인과 만나며, 게임을 즐기고 있었으나 카야바 아키히코에 의해 SAO에 갇히게 되었고, 그 후 2년간 게임 클리어를 위해 노력한다. 게임 초반에는 자기 자신의 생존만 생각하며 다른 플레이어들을 외면했고, 물론 길드에도 가입하지 않으며 솔로 플레이러로 활동했다. 그러던 어느날, 미궁에서 어려움에 몰린 '검은 고양이단'이라는 길드를 도와준 것을 계기로 그 길드에 가입하게 된다.(가입할 때 자신의 진짜 레벨을 숨겼다. 이유는 자신의 레벨이 그들보다 월등하게 높았기 때문에 진짜 레벨을 밝히면, 길드에서 가입 권유를 철회했을 것이기 때문이었다.) 길드에서 사치라는 여자아이의 플레이를 지도해주면서 그녀와의 관계를 쌓아갔고, 죽음의 공포에 시달리는 그녀를 응원했다. 그러나, 얼마 지나지 않아 길드는 소멸되었다. 길드 단장인 케이타가 외출을 나간 사이 나머지 멤버들과 미궁에 들어갔다가 함정에 걸리게 되었다. 그 곳에서 멤버를 모두 잃고 자신만 생존했고, 모든 사실을 알게 된 케이타는 키리토를 저주하며 자살했다.(키리토가 자신의 레벨을 밝혔더라면, 멤버들을 설득해 함정에 들어가지 않을 수 있었기 때문이었다.) 그 일 이후로 키리토는 사람과의 관계에 있었던 벽을 더 견고히 세우게 된다. 하지만, 최강 길드라 불리는 혈맹 기사단의 부단장 아스나와의 만남으로 그 벽을 부수기 시작한다.  SAO내에서는 비터(베타 테스터와 치터를 합친 말로 조롱의 별명이었다.)라는 별명으로 불리며, 최강 플레이어 중 1명으로 활약했었고, 나중에는 이도류(2검술) 스킬로도 화제가 되었다. 아인크라드에서 지내는 도중에 만난 아스나와는 연인과 시스템 상에서의 '혼인'관계를 맺는다. 2024년 11월, 75층 보스 공략전 직후, 히스클리프가 카야바 아키히코라는 사실을 알게 되었고, 히스클리프와 싸운다. 도중 죽을 위기에 처한 키리토, 아스나가 몸을 던져 키리토를 구한다. 아스나의 죽음, 키리토는 전의를 잠시 잃지만 마지막 힘을 내 히스클리프, 최종 보스를 죽이고 SAO를 클리어 한다.(승부는 무승부였으므로 자신도 HP가 0이 되어 사라졌지만, 죽지 않고 현실세계로 복귀했다. 원인은 심의발동.)

### 현실 복귀 후, 알브헤임 온라인에서
만 2년만에 현실로 돌아온 키리토는 재활 치료와 아직 깨어나지 못한 아스나의 병문안을 병행한다. 그러던 중, 아스나의 아버지가 대표로 있는 렉트의 직원인 스구오 노부유키가 혼수 상태에 있는 아스나를 강제로 자신과 결혼하게 하려는 음모를 꾸미는 것과 아스나가 렉트가 개발한 새 VR MMO 게임인 알브헤임 온라인에 갇혀 있다는 것을 알고, ALO로 들어간다. 그곳에서, 리파(이 때는 서로가 자신의 여동생,오빠인 것을 몰랐다.)라는 여성 플레이어를 만나 그녀의 도움으로 아스나가 갇혀있는 세계수로 가게 된다. 그 과정에서 리파가 자신의 여동생인 스구하라는 사실을 알게 되고, 그녀에게 어렸을 때 그녀를 소흘히 여긴 것에 대해 사과하고, 화해한다. 그 후,리파를 비롯해 ALO 내에서 사귄 플레이어들의 도움으로 세계수 위로 올라간 키리토는 아스나와 재회했고, 그 후 나타난 게임 마스터인 오베론(스구오 노부유키)을 카야바 아키히코가 남긴 히스클리프의 계정을 사용해 물리친다. 현실에서 아스나와 만나기 직전에 스구오에게 암살 당할 뻔 하였지만, 그를 기절시킨 후 경찰에 신고했고, 아스나와 만난다.(현실에서는 처음으로 만났다.) 사건이 일단락 된 후, 키리토는 카야바 아키히코가 남긴 프로그램 더 시드를 키웠고, 덕분에 2개의 연속된 사건으로 위축 되던 VR 게임 산업은 부활했다.

### 데스건 사건; 건 게일 온라인에서
SAO 사건 1년후, SAO 특별학교에 다니던 키리토는 전 SAO 대책팀이었던 총무성의 키쿠오카 세이지로에게 최근 인기게임 건게일 온라인(GGO)내에서의 살인 사건에 대해 의뢰를 받고, 범인인 데스건을 찾기 위해 GGO로 들어간다.(안전을 위해 그가 재활치료를 받았었던, 지요다구의 병원에서 관리를 받는 상태로 풀다이브 했다.) 그곳에서 만난 여성 플레이어 시논(아사다 시노)를 만나고, 그녀에게 GGO에 대해 배우게 된다. GGO의 인기대회인 불릿 오브 불리츠(BoB)에 시논과 같이 참여했고, 예선전 중간 쉬는 시간에 데스건(슈피켈)과 만나는데, 그가 SAO에서 살인길드인 레핑코핀 소속이었던 것을 알게 되었고, SAO에서 레핑코핀 소속 플레이어들을 죽인 기억이 되살아난다. 그 기억 때문에 죄책감에 시달렸던 그는 그 기억을 받아들이며 반성하면서도 자신이 살린 사람들도 기억해야 함을 깨닫게 되고, GGO 본선으로 간다.  GGO 본선에서 데스건인 슈피켈 의해 죽임을 당할 뻔한 시논을 구출하고, 슈피켈을 물리친다. 그 후 즉시, 현실 세계에서 슈피켈의 친동생이자 공범인 신카와 쿄지에게 죽임을 당할 뻔한 시논을 구출한다. 그리고, 슈피켈을 잡는데 도움을 주고, 데스건 사건을 해결한다.

### 마더즈 로자리오와 메디큐보이드
데스 건 사건 후, ALO에서 새로 등장한 실력자인 통칭 '절검'이라고 불리는 유우키(콘노 유우키)이라는 자와 듀얼을 하게 되는데, 듀얼 도중 그녀가 메디큐보이드에서 다이브 하는 환자라는 것을 알아차리고, 그녀에게 져준다. 유우키와 친구가 된 아스나가 유우키를 만날 수 있도록 도움을 주었으며, 학교에 가고 싶은 유우키의 소원을 이루어주기 위해 자신이 학교에서 과제로 삼고 있는 시청각 양방향 통신 프로브를 제공한다. 유우키가 죽은 후, 당담의사를 통해 메디큐보이드의 기증자가 카야바 아키히코의 조수였던 코지로 린코 박사인 것을 알게 된다.

### 프로젝트 앨리시제이션; 언더월드에서
2026년, 키리토는 키쿠오카 세이치로의 의뢰로 롯폰기에 있는 [라스]의 연구지부에서 언더월드로 다이브한다. 그 곳에서, 현실 기억을 차단 당한 채 북쪽에 있는 마을 루리드에서 유지오,앨리스와 친구로 지내며 살았다. 그러던, 어느날 얼음을 찾으러 가기 위해 유지오,앨리스와 한끝산맥의 동굴로 갔는데, 동굴로 나오는 과정에서 길을 잃어 자신이 사는 인계가 아닌 다크 테리토리(한끝산맥을 넘어 다크 테리토리 경계선을 넘는 행위는 인계의 정부라고 할 수 있는 공리교회의 금기목록 위반행위이다.)였다. 그곳에서, 앨리스가 실수로 넘어져 손끝이 다크 테리토리의 경계선에 닿아 금기목록 위반으로 공리교회로 연행된다. 그녀를 구하기 위해 키리토는 노력했지만 실패했고, 그 때 현실로 돌아온다. 그리고 롯폰기 연구자(스테프)들은 키리토의 플럭트라이트에서 연구도중의 기억을 지워 연구기록을 비밀에 부친다.
그리고, 아스나와 시논과 에길의 다이시 카폐에서 GGO의 BoB대회에 대하여 이야기를 나누고, 아스나와  집으로 오던도중 SAO에서 래핑코핀의 조니 블랙에게 습격당하여 석시닐콜린에 맞아 심장이 멈춘다. 병원 후송당시 DOA였으나, 다행히 심장박동이 돌아왔다. 하지만 뇌가 5분 이상 무산소상태에 있었기 때문에 뇌의 네트워크가 파괴 되었다. 키쿠오카 세이지로는 키리토를 치료 라는 명목으로 라스(해안에 있는 라스 오션터틀)로 몰래 데려와 STL에 접속시켜 플럭트라이트 부활을 촉진시키려 한다.
그리고, 눈을 떴을 때에는 자신이 기억을 잃은 언더월드의 10년후 모습이였다.(언더 월드 안에서 키리토는 유일하게 플럭트라이트(소울 아키타입 개체)가 아닌 진짜 인간이었다. 또 현실 기억을 고스란히 간직하고 있었다.) 그곳에서 유지오를 만나고 유지오가 기가스시더를 치는 것을 도와준다. 그 후, 유지오가 친구인 앨리스를 찾는 것을 도와주기 위해 또 자신의 목적인 언더월드의 정보 수집을 위해 유지오와 함께 중앙도시로 간다. 중앙도시로 간 키리토는 유지오와 같이 자카리아 위병, 제립수검학원 보좌연사, 수검학원 상급수검사가 되지만 유지오의 보좌연사였던 티제와 자신의 보좌연사인 로니에를 능욕하려고 했던 운벨과 라이오스의 살해사건으로 정합기사가 되지 못하고,센트럴 커시드럴에 감금당하게 된다. 이때 유지오와 함께 탈출하여 최고사제가 있는 방으로 가게 된다. 탈출하던 중 다행히도 앨리스를 설득하는데 성공하게 되고 어드미니스트레이터의 싸움에서도 승리하여 바깥 세상(현실세계)와의 소통이 되지만 모종의 사건으로 인하여 반년동안 불구가 되어버린다. 후일 그는 다크 테리토리와 인계사이에서 전쟁이 벌어질것을 예상하고는 언더 월드 전 플레이어(소울아키타입의 개체)를 모두 바깥세계의 사고로 곧 로그아웃시켜버린다. 다행히 전쟁은 승리했으나 가속배율이 500만배가 될 것이란 것을 깨닫게 되나, 나가지 않는다. 키리토와 아스나는 언더 월드에서 약 200년간 촉망받는 왕과 왕비로서 살았다고 한다. 로그아웃 할 때는 타 행성에 식민지까지 만들었다고 한다. 추후 성왕 키리토라고도 불리게 된다.

## 같이 보기
- 소드 아트 온라인의 등장인물 목록